# Alberto Fernández Ruiloba
Alberto Mario Fernández Ruiloba (23 de agosto de 1918 - 8 de mayo de 2003) fue un empresario y político mexicano miembro del Grupo San Pedro, el cual data desde la fundación del Partido Acción Nacional (PAN), al cual se afilió en 1943, es por ello que se le considera como uno de los miembros fundadores que dieron mayor impulso a este partido político en el estado de Nuevo León. Estuvo vinculado por matrimonio con la familia fundadora del denominado Grupo Monterrey, los Garza Sada, descendientes del promotor industrial y filántropo Isaac Garza Garza.

## Biografía

### Nacimiento y familia
Alberto Mario Fernández Ruiloba nació el 23 de agosto de 1918 en Monterrey, Nuevo León. Sus padres fueron Rafael Fernández Saldaña e Isabel Ruiloba Sada. Se casó con Margarita Garza Sada, hija del empresario regiomontano Roberto Garza Sada, y tuvieron 7 hijos, entre ellos Alberto Fernández Garza,Mauricio Fernández Garza polémico político mexicano, miembro como su padre del Partido Acción Nacional; Balbina Fernández Garza, Alejandra Fernández; Margarita; Lorenzo y Álvaro Fernández Garza, actual director general y representante de los intereses de la familia Fernández Garza en el Grupo Industrial Alfa.

### Empresario
Desde joven trabajó formando primero la empresa insecticida Cruz Negra. Fundó junto con su padre la compañía Mercantil Fernández que más tarde cambió su nombre a Pigmentos y Óxidos S.A. (PYOSA) en 1947, empresa dedicada a la manufactura de pigmentos y otros compuestos químicos que con el tiempo llegó a tener penetración a nivel internacional. Más tarde se integró a la empresa familiar su hermano Rafael Fernández Ruiloba y, después de pagarle sus estudios, se sumó el más joven de los hermanos, Jorge Fernández Ruiloba. En junio de 1974, fue uno de los empresarios que se unieron para adquirir e impulsar con una nueva administración a la Universidad Regiomontana.

### Político

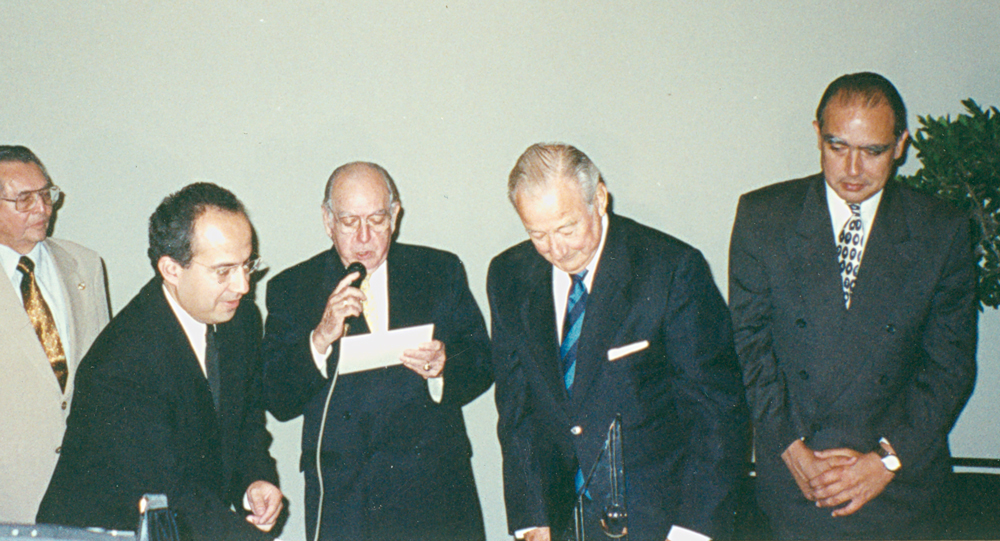
Con el presidente Felipe Calderón entonces presidente nacional del PAN y el gobernador Fernando Canales Clariond.

Fue uno de los fundadores Partido Acción Nacional en Nuevo León, desde los inicios de la institución política, ocupándose principalmente de obtener los fondos necesarios para su subsistencia y de la organización y cuidado de las casillas en épocas de elección. En los primeros años, Fernández Ruiloba era el único miembro del PAN a nivel estatal, que contaba con una documentación otorgada por la Secretaría de Gobernación que lo autorizaba a supervisar las elecciones que se llevaban a cabo en Nuevo León. Dentro del partido fue consejero nacional desde 1965 y consejero estatal desde 1966 hasta su muerte en 2003, asimismo fue miembro del Comité Directivo Estatal en varios períodos. De 1967 a 1969 fue presidente municipal suplente de San Pedro Garza García.
Su participación en el partido fue reconocida el 5 de agosto de 1998, en un homenaje que se le hizo en vida, al que asistió el presidente de la república Felipe Calderón Hinojosa, que en ese entonces era presidente del Partido Acción Nacional. Este reconocimiento se repitió nuevamente cuando el presidente Vicente Fox asumió la primera magistratura de México. Falleció el 8 de mayo de 2003, en señal de luto, tanto el Partido Acción Nacional (PAN) como el Partido Revolucionario Institucional (PRI) suspendieron por un día las actividades electorales que se llevaban a cabo en esas fechas. A finales del mismo mes el PAN le rindió a Fernández Ruiloba un homenaje póstumo.